# Alexander Keith Johnston
Alexander Keith Johnston (Kirkhill, 28. prosinca 1804. − Yorkshire, 9. srpnja 1871.), škotski zemljopisac, kartograf, graver, leksikograf i izdavač koji je djelovao u Edinburghu tijekom 19. stoljeća.
Rođen je u Kirkhillu, naselju grada Cambuslang u škotskoj pokrajini Južni Lanarkshire, a školovan je za gravera na Sveučilištu u Edinburghu. Zajedno sa starijim bratom Williamom osnovao je kartografsku tvrtku W. & A. K. Johnston koja je od 1840-ih godina nadalje tiskala velik broj zemljovida i nekoliko atlasa. A. K. Johnston također se bavio i leksikografijom odnosno izdavanjem geografskih leksikona.
Njegov istoimeni sin Alexander (1844. – 1879.) također se bavio zemljopisom i autor je brojnih stručnih radova, a vodio je i istraživanja Kraljevskog geografskog društva u Paragvaj i Tanzaniju prilikom čega je smrtno stradao kod jezera Malavi.

## Opus
- National Atlas of General Geography (1843.)
- Atlas to Alison's history of Europe (1848.)
- The Physical Atlas of natural phenomena (1848.)
- The Royal Atlas of Modern Geography (1855.)
- The cabinet atlas of the actual geography of the world: with a complete index (1865.)
- Atlas to Alison's history of Europe (1866.)
- The handy royal atlas of modern geography (1868.)
- Classical atlas (postumno, 1886.)

## Poveznice
- Povijest kartografije